# Mike Stringfellow
Mike Stringfellow, diminutivo di Michael David Stringfellow (Kirkby-in-Ashfield, 27 gennaio 1943) è un ex calciatore inglese, di ruolo attaccante.

## Biografia
Suo nipote Ian è stato a sua volta un calciatore professionista, che, come Mike, ha iniziato la carriera nel Mansfield Town (trascorrendovi nove stagioni).

## Caratteristiche tecniche
Era un'ala.

## Carriera
Stringfellow inizia a giocare nel 1957 nelle giovanili del Mansfield Town per poi venire aggregato alla prima squadra degli Stags nel 1960, facendo quindi il suo esordio tra i professionisti all'età di 17 anni nella quarta divisione inglese, categoria in cui nell'arco di un biennio segna in totale 10 reti in 57 partite giocate. Nel 1962 viene ceduto per 25000 sterline al Leicester City, club di prima divisione, nel quale trascorre di fatto quasi tutto il resto della sua carriera: milita infatti nelle Foxes per tredici stagioni consecutive (tutte in prima divisione tranne il biennio 1969-1971, trascorso in seconda divisione), segnandovi in totale 82 reti in 315 partite di campionato giocate (295 presenze e 80 reti in prima divisione, 20 presenze e 2 reti in seconda divisione) e vincendo una Coppa di Lega (nella stagione 1963-1964), un Charity Shield (nel 1971) e la Second Division 1970-1971, perdendo inoltre la finale della FA Cup 1962-1963. Il ritiro effettivo avviene poi in realtà all'età di 33 anni nel 1976, ovvero un anno dopo il suo addio al Leicester City, anche se nella sua ultima stagione gioca in realtà a livello semiprofessionistico con il Nuneaton Borough.
In carriera ha totalizzato complessivamente 372 presenze e 92 reti nei campionati della Football League.

## Palmarès

### Club

#### Competizioni nazionali
- Coppa di Lega inglese: 1

Leicester City: 1963-1964
- FA Charity Shield: 1

Leicester City: 1971
- Campionato inglese di seconda divisione: 1

Leicester City: 1970-1971